# Жан-Бедель Бокасса
Жан-Беде́ль Бока́сса І (фр. Jean-Bédel Bokassa; 22 лютого 1921, Бобанґі — 3 листопада 1996, Бангі) — президент Центральноафриканської Республіки (1966—1976), пізніше самопроголошений імператор (1976—1979).

## Військова кар'єра
Син сільського старости з племені мбака (родом з якого було багато посадовців Центральної Африки колоніального періоду). Ім'я Жан-Бедель — результат неправильно прочитаного в календарі скороченого імені католицького святого Жан-Батіст де ла Саль (Jean-B. de la S. перетворилося в Jean-Bédel), Бокасса — ім'я, яке означає «маленький ліс» мовою мбака, пізніше стали використовувати як прізвище (а після проголошення імперії — знову як ім'я). Після втрати батьків у віці 6-и років (батька розстріляли французи, мати наклала на себе руки), Жана виховували родичі, що готували його у священики. Одначе 1939 року Бокасса поступив на військову службу, де зробив собі кар'єру в армії. Під час Другої світової війни служив у військах Шарля де Голля («Франція, що бореться»). Був нагороджений орденом Почесного легіону та Лотаринзьким хрестом. Брав участь у висадці союзних військ у Провансі та боях на Рейні в 1944—1945 роках. Після війни навчався в академіях у Сен-Луї (Сенегал), потім повернувся до Франції, навчався в Шалон-сюр-Марні, воював в Індокитаї та Алжирі.
На 1961 рік він вже був капітаном. У 1964 році перейшов із французької армії на службу в центральноафриканську. Президент ЦАР, його кузен Давид Дако, призначив Бокассу начальником штабу збройних сил і надав йому звання полковника.

## Президент
31 грудня 1965 — 1 січня 1966 року Бокасса здійснив державний переворот («новорічний заколот» або «путч дня Св. Сильвестра»), повалив Дако та посадив його до в'язниці. Змову організував начальник жандармерії, якого Бокасса нейтралізував, але скористався путчем на свою користь. Шеф Генштабу проголосив себе президентом та очільником єдиної політичної партії — «Руху за соціальну еволюцію Чорної Африки» (фр. Mouvement pour l'évolution sociale de l’Afrique Noire або MESAN, МЕСАН). Ця партія включала до себе в обов'язковому порядку все доросле населення країни. 4 січня президент скасував конституцію ЦАР та почав диктаторське керування. У березні 1972 року Бокасса проголосив себе довічним президентом. 19 травня 1974 року йому було надано звання маршала.
У 1969 і 1974 роках відбувалися невдалі спроби скинути Бокассу через державний заколот; 1976 року було влаштовано замах на його життя. Ці події були для нього тільки приводами для зміцнення своєї одноосібної влади.
Брав участь у панафриканському русі, зокрема, в 1968 році став засновником Союзу центральноафриканських держав, куди входили також Демократична Республіка Конго і Чад. Був прибічником «повернення до землі», підтримки сільського господарства та аграрної реформи в країні. У зовнішньополітичній орієнтації вагався між радянським блоком, Заходом і Рухом неприєднання. У червні 1970 року відвідав з офіційним візитом СРСР. Після зустрічі з Муаммаром Каддафі Бокасса вирішив прийняти іслам і короткочасно змінив своє християнське ім'я, Жан-Бедель, на Салах-ед-дін Ахмед Бокасса. Швидше за все, це була лише хитрість задля привернення фінансової допомоги Лівії.

## Імператор
У вересні 1976 року Бокасса розпустив уряд і замінив його на Раду Центральноафриканської революції (за зразком Ради революційного командування Лівії; до цієї Ради було включено звільненого з в'язниці Дако). На з'їзді партії МЕСАН 4 грудня 1976 року президент проголосив республіку монархією та перейменував її на Центральноафриканську Імперію. Він видав імперську конституцію, знову прийняв католицизм. Повний його титул звучав так: Імператор Центральної Африки, волею центральноафриканського народу, який об'єднано в національну політичну партію МЕСАН. Оскільки ефіопського імператора Хайле Селассіє I було скинуто за два роки до цього, Бокасса став одним із двох керівних імператорів у всьому світі — другим був японський монарх Хірохіто.
Коронувався як Бокасса I під час незвично пишного ритуалу рівно за рік потому, 4 грудня 1977 року. На коронацію було витрачено понад 20 мільйонів доларів. Черевики, в яких він був під час коронації, занесено до Книги рекордів Гіннеса як найдорожчі у світі. Церемоніал багато в чому копіював коронацію Наполеона I, котрого новоспечений імператор вважав за свого кумира та наслідував його. На коронацію було запрошено керівників усіх світових та африканських держав, а також Папу Римського Павла VI. Очевидно, для нього готували роль Папи Пія VII, з рук якого Наполеон вирвав корону й сам нею увінчався. Проте, попри всі обіцяні щедрі подарунки, ані Папа, ані голови держав не з'явилися в Бангі на церемонію; Францію було презентовано міністром у справах співпраці, оркестром ВМФ та батальйоном, що гарантував безпеку під час коронації. Багато хто вважав Бокассу психічно ненормальним і порівнювали його з ексцентричним диктатором Уганди Іді Аміном.
Із казковою розкішшю коронації та імператорського двору контрастував надзвичайно низький рівень життя в країні. У 1977 році в країні був 1 лікар на 43,4 тисячі мешканців і лише 1 зубний лікар на всю імперію.
Попри те, що імперія вважалася конституційною, жодних пом'якшень у диктатурі Бокасси не сталося. Арешти інакодумців, тортури, в яких імператор особисто брав участь, були звичайною справою. Режим підтримував французький уряд на чолі з Валері Жискар д'Естеном, якому Бокасса надавав вигідні умови розробки родовищ корисних копалин, зокрема, урану, що був потрібний для французької програми атомної зброї. У 1975 році Жискар оголосив Бокассу своїм «другом» і «членом сім'ї», а також декілька разів приїздив до Центральної Африки на полювання.

## Скинення

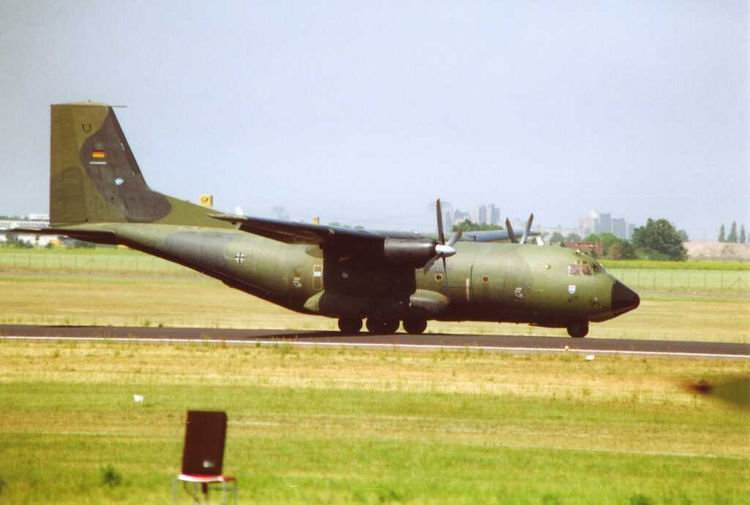
Транспортний літак Transall. Такий самий літак використав французький спецназ для висадки в Бангі

Після низки жорстоко придушених виступів опозиції, що викликали міжнародний резонанс і привернули увагу правозахисників (зокрема, демонстрації школярів, котрі протестували проти дорогої уніформи, нав'язаної їм урядом; більш ніж 100 з них було вбито) в 1979 році подальша підтримка режиму Бокасси ставала для Франції ганебною. Приблизно тоді ж поширилися чутки про канібалізм монарха. Окрім того, спостерігалося нове зближення Центральної Африки з Лівією (що було для Франції неприпустимо). 20 вересня 1979 року за відсутності імператора, який був з офіційним візитом у Лівії, за участі французьких десантників (операція «Баракуда») в Бангі було здійснено безкровний державний переворот, після якого Давид Дако знову став президентом відновленої республіки. Французький дипломат Жак Фоккар назвав цю операцію «останньою колоніальною експедицією Франції».
За декілька тижнів у французькому сатиричному тижневику «Канар аншене» було оприлюднено подарунки, якими Бокасса купував лояльність у Жискара (зокрема, це були діаманти). За умов економічної кризи це все не грало на руку президентові, який 1981 року програв вибори Франсуа Міттерану. Пізніше з'ясувалося, що діаманти Бокасса вручав також і Генрі Кіссинджеру в 1973 році.

## Вигнання й суд
Бокасса вирушив із Лівії в Кот-д'Івуар, а потім мешкав у Франції, в замку біля Парижа (Ардікур, департамент Івелін).
У той час на його Батьківщині над ним було влаштовано заочний суд, що присудив йому смертну кару (1980 рік). У 1986 році він здійснив, мабуть, найексцентричніший вчинок у своєму житті: він самохіть повернувся до Центральноафриканської республіки, розраховуючи на те, що народ знову посадить його на трон. Одначе його було негайно арештовано й він постав перед новим процесом, де йому було висунуто обвинувачення в державній зраді, вбивствах, канібалізмі та розкраданні державного майна. Бокасса активно захищався на суді та зумів переконати суддів у тому, що частини тіл жертв він зберігав у холодильнику не з метою вживати в їжу, а в символічних цілях («печінка ворога приносить талан») і т. ін. Хоча його визнали невинним у канібалізмі, решти обвинувачень вистачило, щоб 12 червня 1987 року знову засудити його до смертної кари. Наступного року його помилували, і вирок замінили на довічне ув'язнення, а потім і на двадцятирічне. Після відновлення демократичного устрою в 1993 році в країні було оголошено загальну амністію, й Бокасса вийшов на волю. Помер від інфаркту міокарда за три роки після звільнення, 3 листопада 1996 року. Протягом трьох останніх років життя Бокасса називав себе тринадцятим апостолом і стверджував, що він мав таємні зустрічі з Папою Римським.
Бокасса мав 18 дружин і 77 дітей, яких визнав; одна з дружин, імператриця Катерина Дангіаде, була його вінчаною католицькою дружиною й він коронував її за зразком коронації Жозефіни Богарне. Старший син Бокасси та Катерини, що народився 2 листопада 1975 року, кронпринц Жан-Бедель, у період існування імперії був спадкоємцем престолу, а після смерті батька в 1996 році — головою центральноафриканського імператорського дому (Жан-Бедель Бокасса II).

## Спадщина
1 грудня 2010 президент ЦАР Франсуа Бозізе підписав указ про повну реабілітацію Жан-Беделя Бокасси, відповідно до якого повалений імператор був «відновлений в усіх правах». Бозізе назвав Бокассу «великим гуманістом» і «сином нації, визнаним усіма як великий будівничий» і підкреслив «Я хочу говорити про Бокасса. Він побудував країну, а ми зруйнували все, що він побудував».
12 січня 2011 французький Замок Ардікур, що раніше належав Жан-Бедель Бокасса, було продано на аукціоні за 915 000 євро. Замок розташований під Парижем і має житлову площу майже в 550 кв.м. На його території також знаходиться будинок для прислуги, парк і автомобільний гараж.

## Бокасса і Україна
28 серпня 1973 року Бокасса, що на той час вже оголосив себе пожиттєвим президентом ЦАР, перебуваючи з візитом у дружньому СРСР, заїхав у піонерський табір «Артек» у Кримській області. Після концерту художньої самодіяльності, влаштованого на його честь, Жан Бедель Бокаса пройшов піонерський ритуал посвячення в почесного артеківця: йому урочисто пов'язали піонерську краватку та причепили на піджак значок «Артек».